# Nuit des ponts
La Nuit des Ponts (Leil ha-Gesharim) est une opération de sabotage organisée par les forces de la Haganah, contre le gouvernement mandataire britannique. Elle a lieu le 17 juin 1946, avant l'indépendance du pays. Elle touche 11 ponts reliant la Palestine mandataire et les pays voisins;
- deux ponts près de A-Ziv en Galilée, où 14 combattants juifs perdent la vie dans l'explosion;
- deux ponts près de Metoula;
- le pont des Filles de Jacob;
- le pont Al-Hama traversant le fleuve Yarmouk;
- le pont Sheih-Husseïn;
- le pont Damiya;
- le pont Allenby sur le Jourdain;
- deux ponts près de Gaza.